# Brdo Orehovečko
Brdo Orehovečko – wieś w Chorwacji, w żupanii kopriwnicko-kriżewczyńskiej, w gminie Sveti Petar Orehovec. W 2011 roku liczyła 40 mieszkańców.